# Vajdasági Magyarok Demokratikus Közössége
A Vajdasági Magyarok Demokratikus Közössége (VMDK) a Délvidéken működő, a vajdasági magyarok által alapított hat párt egyike.

## Története
A vajdasági magyarok az 1988-as vajdasági szerb tömeggyűlések túlfűtött nacionalizmusára igen visszafogottan reagáltak, nyílt nemzetiségi összeütközés ekkor nem történt. Az önvédelmi reflex első megnyilvánulása az volt, hogy a Vajdasági Magyarok Demokratikus Közössége (VMDK) megalakításának tervét előkészítő értelmiségiek petíciót indítottak a nemzeti kisebbségeknek hátrányos új oktatási törvénytervezet módosítására. A petíciót külön szervezés nélkül is több mint 17 ezren írták alá egy hét alatt. A kommunista pártszervek és újságok élesen elítélték az akciót. Ágoston András 1989. december 18-án a tizenegy tagú kezdeményező bizottság nevében benyújtotta a Vajdasági Magyarok Demokratikus Közösségének megalakítására vonatkozó indítványt. Miután tavaszra már több műszaki, bölcsész és egyéb értelmiségi is nyilvánosan a kezdeményezés mellé állt, a pártként még nem bejegyzett szervezet más mintegy 7000 tagot számlált. A hatóságok minden elképzelhető módon akadályozták a nemzeti jellegű párt létrehozását. A bejegyzési kérelemmel egyidőben Ágoston András levelet intézett Slobodan Miloševićhez, Szerbia elnökéhez, amelyben memorandum kíséretében kérte, hogy az elnök fogadja a VMDK küldöttségét. Ennek eredményeként Milosevic a VMDK követeléseit nem tartotta indokolatlanoknak.
Fontos politikai támogatást jelentett a VMDK számára, hogy Jeszenszky Géza magyar külügyminiszter júniusi jugoszláviai látogatása során találkozott a képviselőivel, Entz Géza, a Magyar Köztársaság miniszterelnöki hivatalának államtitkára pedig szeptemberben Adán megbeszéléseket folytatott az elnökséggel.
Szeptember 17-én megjelent a szervezet Hírmondójának az első száma, a tagság tájékoztatására.
Szeptember 29-én Adán a VMDK első kongresszusán elfogadták a szervezet programját, bizalmat szavaztak a vezetőségnek, és meghatározták a parlamenti választások stratégiájának alapelveit. Ezeket a VMDK Tanácsa október 13-i és 20-i ülésén rögzítette, és megtette az első lépéseket a választások előkészítésére.